# しでん晶
しでん 晶（しでん あきら）は、日本の漫画家。主に成人向け漫画雑誌で作品を執筆している。

## 作品リスト

### 単行本
- 『ウルフチックにお願い 1』 1996年6月発行、ビブロス〈ビブロスコミックス〉、ISBN 4-88271-448-5

唯一の長編作品。完結はしたがコミックスの続きが刊行されていない。
- 『櫻のニオイ』 2004年10月10日発行[1]（2004年10月30日発売[2]）、三和出版〈サンワコミックス〉、ISBN 4-88356-285-9
- 『キャンディーガール』 2010年11月10日発行[1]（2010年9月30日発売[3]）、三和出版〈サンワコミックス〉、ISBN 978-4-88356-439-2
- 『ふぇち乙女系』 2012年7月10日発行[1]（2012年5月31日発売[4]）、三和出版〈サンワコミックス〉、ISBN 978-4-88356-472-9
- 『すい～とびっち!』 2014年9月30日発行[1]（同日発売[5]）、三和出版〈サンワコミックス〉、ISBN 978-4-77699-029-1